# Ladijski vlačilec
Ladijski vlačilec (tudi remorker) je manjše plovilo, namenjeno vodenju oz. vlačenju večjih ladij v oz. iz pristanišča. Druge naloge remorkerjev so tudi vleka pokvarjenih plovil, vodenje velikih ladij po prekopih, pomoč pri sidranju ...
Uporabljajo se tudi za pomorski transport plavajočih objektov brez lastnega pogona (barže, deli pomorskih ploščadi za črpanje nafte, delov velikih mostov, ...) po morju.
Glavna značilnost ladijskih vlačilcev je, da imajo glede na svojo velikost izjemno močne dizelske motorje, ki zajemajo skoraj celotno prostornino plovila. Po navadi jih poganjajo veliki lokomotivni motorji, v preteklosti pa so jih poganjali veliki parni stroji. Vlačilci zaradi omenjene velikosti motorjev nimajo velike nosilnosti, saj njihov namen ni prevoz blaga. Velikim čezoceanskim ladjam in tankerjem, pa tudi velikim vojnim ladjam navadno dodelijo več vlačilcev, kar je odvisno od velikosti in prostornine posamezne ladje.